# Erol Yükseker
Erol Yükseker (* 28. September 1983 in Istanbul) ist ein türkischer Fußballspieler.

## Karriere
Yükseker erlernte das Fußballspielen u. a. in den Nachwuchsabteilungen der Istanbuler Vereine Fenerbahçe Istanbul, Bostancı SK und Istanbul Büyükşehir Belediyespor und begann im Januar 2003 bei dem Istanbuler Drittligisten Eyüpspor seine Profikarriere. Hier spielte er bis zum Saisonende in acht Ligapartien und wurde anschließend zum Saisonende an den Stadt- und Ligarivalen Kartalspor abgegeben. Nach einem Jahr bei Kartalspor und den weiteren Stationen bei den Istanbuler Drittligisten Küçükköyspor, Alibeyköyspor und Fatih Karagümrük SK wechselte er im Sommer 2007 zum Zweitligisten Orduspor. Dieser lieh ihn erst an seinen vorletzten Klub Alibeyköyspor und danach an den Drittligisten Kırşehirspor aus. Nachdem er in der Saison 2009/10 im Kader behalten und in 29 Pflichtspielen eingesetzt worden war, verließ er Orduspor und spielte immer jeweils eine Saison für die Vereine Adana Demirspor, Balıkesirspor, Sarıyer SK und Altay Izmir. Im Sommer 2012 wechselte er zum Drittligisten Tepecikspor und spielte hier zwei Spielzeiten lang als Stammspieler.
In der Sommertransferperiode 2014 wurde er vom Istanbuler Drittligisten Ümraniyespor verpflichtet. In seiner zweiten Saison, der Saison 2015/16, stieg er mit diesem Klub als Meister der TFF 2. Lig in die TFF 1. Lig auf.
Im Sommer 2017 wechselte er zum Istanbuler Drittligisten Pendikspor, in der er bis zum Saisonende 2017/18 spielte. Zum Anfang der Saison 2018/19 wechselte Er in die TFF 3. Lig zu Bayburt Grup İl Özel İdare GS. In der gleichen Saison schaffte Erol Yükseker auch mit seinem Verein den Aufstieg als Meister in die TFF 2. Lig Erol Yükseker absolvierte für Bayburt Özel Idare 45 Pflichtspiele. Im Wintertransfer-Fenster 2019/20 wechselte Erol Yükseker zu Erokspor.

## Erfolge
Mit Ümraniyespor
- Meister der TFF 2. Lig und Aufstieg in die TFF 1. Lig: 2015/16
- Meister der TFF 3. Lig und Aufstieg in die TFF 2. Lig: 2018/19